# كأس فرنسا 1976–77
كأس فرنسا 1976–77 (بالفرنسية: Coupe de France de football 1976-1977) هو الموسم 60 من كأس فرنسا. أشرف على تنظيمه اتحاد فرنسا لكرة القدم، وفاز فيه نادي سانت إتيان.